# Tizard-Bank
Die Tizard-Bank, chinesisch 郑和群礁, Pinyin Zhènghé Qúnjiāo, vietnamesisch Trịnh Hoà quần tiêu, ist ein großes, teilweise versunkenes Atoll im nördlichen Bereich der Spratly-Inseln. Die westliche Bezeichnung Tizard-Bank ist benannt nach dem englischen Ozeanographen Thomas Henry Tizard (1839–1924).

## Geographie
Benachbarte Atolle sind die Loaita Bank knapp 30 Kilometer nördlich, die Union Banks rund 28 Kilometer südlich, sowie Discovery Great Reef knapp 40 Kilometer westsüdwestlich.
Die Tizard-Bank weist einen länglichen Grundriss auf mit der größeren Achse von Südwesten nach Nordosten. Es ist 59,37 km lang und bis zu 21,5 km breit. Die Gesamtfläche beträgt 953 km², und die zentrale Lagune ist bis zu 80 Meter tief. Sie weist jedoch zahlreiche Korallenstöcke mit Tiefen von nur sechs bis zwölf Metern auf, und das Seefahrerhandbuch warnt vor möglichen noch geringeren Tiefen.
Im Vergleich mit der Gesamtfläche des Atolls von 953 km² ist die Landfläche der vier Inseln auf dem Riffkranz mit zusammen 76,5 Hektar oder knapp 0,8 km² verschwindend gering. Neben den Inseln gibt es noch einige Riffe, die bei Niedrigwasser trockenfallen und die teilweise auch mit militärischen Einrichtungen versehen sind.
Weite Teile des Riffkranzes sind versunken bzw. liegen in Wassertiefen von sechs bis zwölf Metern.
Hauptinsel ist Taiping Dao (englisch Itu Aba) im Nordwesten des Atolls, die mit einer Fläche von 46 Hektar auch die größte Einzelinsel im gesamten Archipel der Spratly-Inseln ist. Auf dieser Insel sind rund 600 Armeeangehörige der Republik China und deren Angehörige stationiert. Weitere Inseln sind Namyit im Süden (5,3 Hektar) und Sand Cay im Norden (7 Hektar). Daneben wird noch Zhongzhou Reef oder Ban Than Reef zwischen Taiping Dao und Sand Cay mit einer Landfläche von 0,2 Hektar erwähnt. Die übrigen Riffe, darunter Petley Reef im Nordosten und Eldad Reef im Osten, weisen keine permanente Landfläche auf, auch wenn sie bei Niedrigwasser trockenfallen mögen.

## Verwaltung
Einzelne Inseln und Riffe sind von der Republik China (Taiping Dao und Zhongzhou Reef), Vietnam (Namyit und Sand Cay) und der Volksrepublik China (Nanxun Jiao, keine natürliche Landfläche, seit 2014/2015 eine 18 Hektar große künstliche Insel) besetzt, die alle Anspruch auf das gesamte Atoll und die benachbarten Spratly-Inseln erheben.
Das Atoll bzw. der von der Republik China kontrollierte Teil (Taiping Dao und Zhongzhou Jiao) ist aus Sicht der Republik China Teil des Bezirks Qijin der Stadt Kaohsiung.
Aus vietnamesischer Sicht gehören die Inseln zum Distrikt Trường Sa der Provinz Khánh Hòa.
Aus chinesischer Sicht gehört das Atoll zur hypothetischen Großgemeinde Yongshu Jiao der Stadt Sansha, Provinz Hainan.

### Liste der Inseln, Sandbänke und Riffe der Tizard-Bank
- Karte mit allen Koordinaten:
- OSM |
- WikiMap

Nachstehend sind die Inseln, Sandbänke und Riffe des Atolls in der Reihenfolge des Uhrzeigersinns aufgeführt, beginnend im Südwesten:

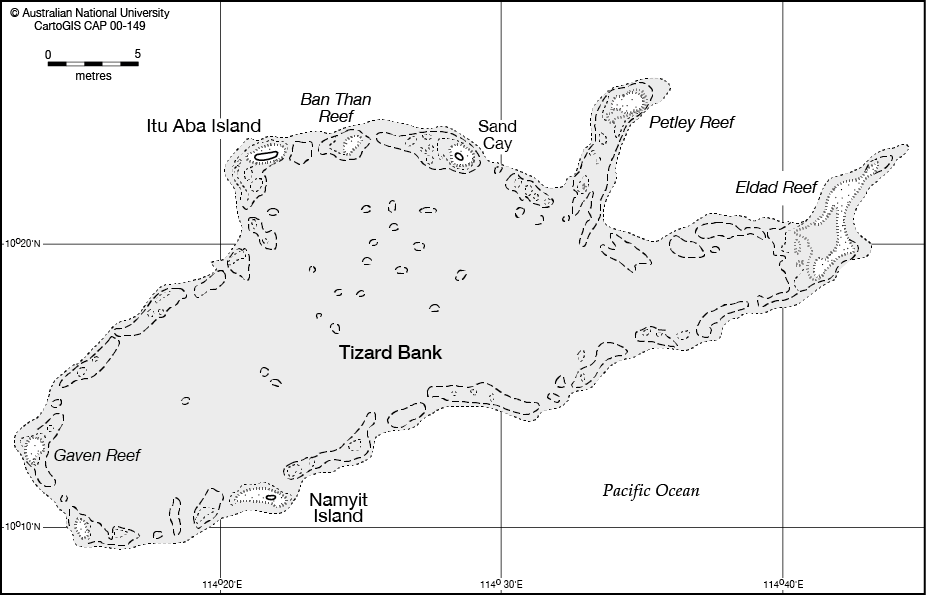

| Nr. | Name                        | andere Namen                                | Koordinaten                   | Landfläche km² | Kontrollierender Staat              |
| --- | --------------------------- | ------------------------------------------- | ----------------------------- | -------------- | ----------------------------------- |
| 1   | Xiao Nanxun Jiao (小南薰礁) | Đá Lạc, Gaven Reef South                    | 10° 9′ 45″ N, 114° 15′ 9″ O   | ?              | Volksrepublik China?                |
| 2   | Nanxun Jiao (南薰礁)        | Đá Ga Ven, Gaven Reef North                 | 10° 12′ 26″ N, 114° 13′ 27″ O | 0,18           | Volksrepublik China (1988)          |
| 3   | Taiping Dao (太平岛)        | Đảo Ba Bình, Ligaw, Itu Aba Island          | 10° 22′ 35″ N, 114° 21′ 56″ O | 0,46           | Republik China (Taiwan) (1956/1963) |
| 4   | Zhongzhou Jiao (中洲礁)     | Bãi Bàn Than, Zhongzhou Reef, Centre Cay    | 10° 22′ 58″ N, 114° 24′ 43″ O | 0,002          | Republik China (Taiwan) (März 1995) |
| 5   | Đảo Sơn Ca                  | Dunqian Shazhou (敦谦沙洲), Sand Cay        | 10° 22′ 35″ N, 114° 28′ 48″ O | 0,07           | Vietnam (1974/1975)                 |
| 6   | Đá Núi Thị                  | Bolan Jiao (舶兰礁), Petley Reef            | 10° 24′ 16″ N, 114° 34′ 58″ O | ?              | Vietnam (1988)                      |
| 7   | Anda Jiao (安达礁)          | Đá Én Đất, Eldad Reef                       | 10° 22′ 1″ N, 114° 43′ 8″ O   | ?              | Volksrepublik China (1978/1983)     |
| 8   | Đảo Nam Yết                 | Hongxiu Dao (鸿庥岛), Binago, Namyit Island | 10° 10′ 44″ N, 114° 21′ 56″ O | 0,053          | Vietnam (1974/1975)                 |